# Franck Esposito
Franck Esposito (Salon-de-Provence, 13 aprile 1971) è un ex nuotatore francese.
Specializzato nella farfalla, ha partecipato a quattro edizioni olimpiche: Barcellona 1992, Atlanta 1996, Sydney 2000 e Atene 2004, vincendo una medaglia di bronzo nei 200 m farfalla.

## Palmarès
- Olimpiadi

Barcellona 1992: bronzo nei 200m farfalla.
- Mondiali

Perth 1998: argento nei 200m farfalla.
- Mondiali in vasca corta

Palma di Maiorca 1993: oro nei 200m farfalla.
- Europei

Atene 1991: oro nei 200m farfalla.
Sheffield 1993: argento nei 200m farfalla.
Siviglia 1997: oro nei 200m farfalla e bronzo nei 100m farfalla.
Istanbul 1999: oro nei 200m farfalla.
Berlino 2002: oro nei 200m farfalla e argento nella 4x100m misti.
Madrid 2004: argento nei 100m farfalla e nella 4x100m misti.
- Europei in vasca corta

Dublino 2003: oro nei 200m farfalla.
- Giochi del Mediterraneo

Atene 1991: argento nei 100m dorso e nei 200m dorso.
Narbonne 1993: oro nei 200m farfalla e bronzo nei 100m farfalla.
Bari 1997: oro nei 100m farfalla e nei 200m farfalla.
Tunisi 2001: oro nei 100m farfalla e nei 200m farfalla e bronzo nella 4x100m misti.